# Roger Muni
Pour les articles homonymes, voir Muni (homonymie).
Roger Muni est un acteur français.

## Filmographie

### Cinéma
- 1973 : Traitement de choc d'Alain Jessua
- 1973 : Le Magnifique de Philippe de Broca
- 1975 : L'Incorrigible de Philippe de Broca
- 1976 : Le Guêpier de Roger Pigaut
- 1977 : La Menace d'Alain Corneau
- 1977 : La nuit, tous les chats sont gris de Gérard Zingg
- 1977 : Mort d'un pourri de Georges Lautner
- 1978 : Tendre Poulet de Philippe de Broca
- 1979 : Confidences pour confidences de Pascal Thomas
- 1983 : Zig Zag Story de Patrick Schulmann

### Télévision
- 1972 : Les Rois maudits de Claude Barma : Monpezat
- 1974 : Président Faust de Jean Kerchbron
- 1975 : La Simple Histoire d'un merveilleux poste de télévision d'Armand Ridel
- 1981 : Les Cinq Dernières Minutes de Claude de Givray, épisode Un cœur sur mesure
- 1981 : Les Cinq Dernières Minutes de Claude Loursais, épisode Mort au bout du monde
- 1997 : Les Mentons bleus de Georges Courteline
- 2006 : Section de recherches, épisode disparition (saison 01, épisode 02) : le vigneron
- 2011 : Section de recherches, épisode Dernier acte (saison 05, épisode 03) : M. Montclin
- 2013 : Mongeville, épisode La nuit des loups (saison 01, épisode 01) : M. Dumont[1]